# Niederkrüchten
Niederkrüchten (Nederlands Nederkruchten, vroeger ook Cruchten) is een plaats en gemeente in Kreis Viersen in Noordrijn-Westfalen. De gemeente Niederkrüchten telt 14.948 inwoners (31 december 2020) op een oppervlakte van 67,07 km².

## Kernen in de gemeente
Ortsteile zijn: Birth, Brempt, Boscherhausen, Dam, Elmpt, Gützenrath, Heyen, Laar, Niederkrüchten, Oberkrüchten, Overhetfeld, Rieth, Silverbeek

## Aangrenzende gemeenten
| Aangrenzende gemeenten | Aangrenzende gemeenten | Aangrenzende gemeenten | Aangrenzende gemeenten | Aangrenzende gemeenten |
| ---------------------- | ---------------------- | ---------------------- | ---------------------- | ---------------------- |
|                        |                        | Brüggen                |                        |                        |
|                        |                        |                        |                        |                        |
| Roermond (NL)          | Schwalmtal             |                        |                        |                        |
|                        |                        |                        |                        |                        |
| Roerdalen (NL)         |                        | Wegberg                |                        |                        |

## Geschiedenis
Cruchten hoorde bij het Overkwartier of Opper-Gelre en was dus achtereenvolgens Spaans en Oostenrijks. In 1790 hoorde het zelfs even bij de Verenigde Nederlandse Staten of Belgische republiek. In de Franse tijd hoorde het ook bij het departement Nedermaas. In 1815 kwam het aan Pruisen.

## Bezienswaardigheden
- De Sint-Bartholomeuskerk, bakstenen hallenkerk van 1485, toren van 1604 en verdere uitbreidingen in 1909. Het kerkmeubilair is deels nog in barokstijl en de kerk bevat een 17e-eeuws grafmonument.
- Enkele veelhoekige wegkapelletjes.

## Natuur en landschap
Niederkrüchten ligt in de vallei van de Swalm op een hoogte van 68 meter. Westelijk van Niederkrüchten is een landbouwgebied. De Venekotensee ligt binnen de gemeente in het natuurgebied Grenspark Maas-Swalm-Nette.

## Nabijgelegen kernen
Oberkrüchten, Arsbeck, Merbeck, Waldniel, Brempt, Elmpt

## Afbeeldingen

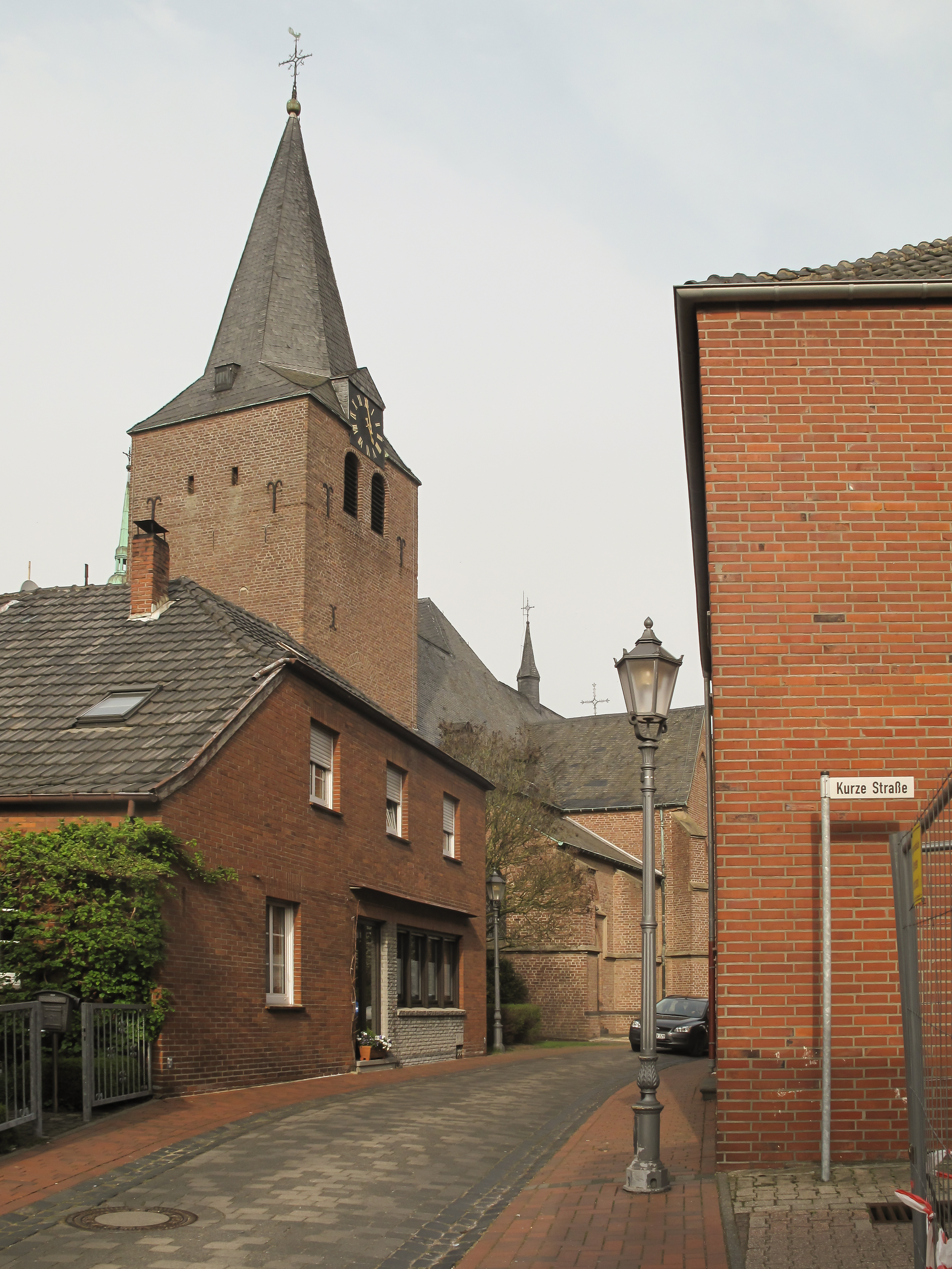
Sint-Bartholomeuskerk
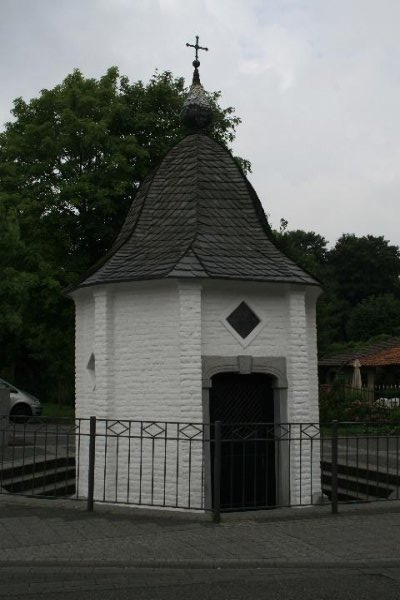
Wegkapel in Niederkrüchten
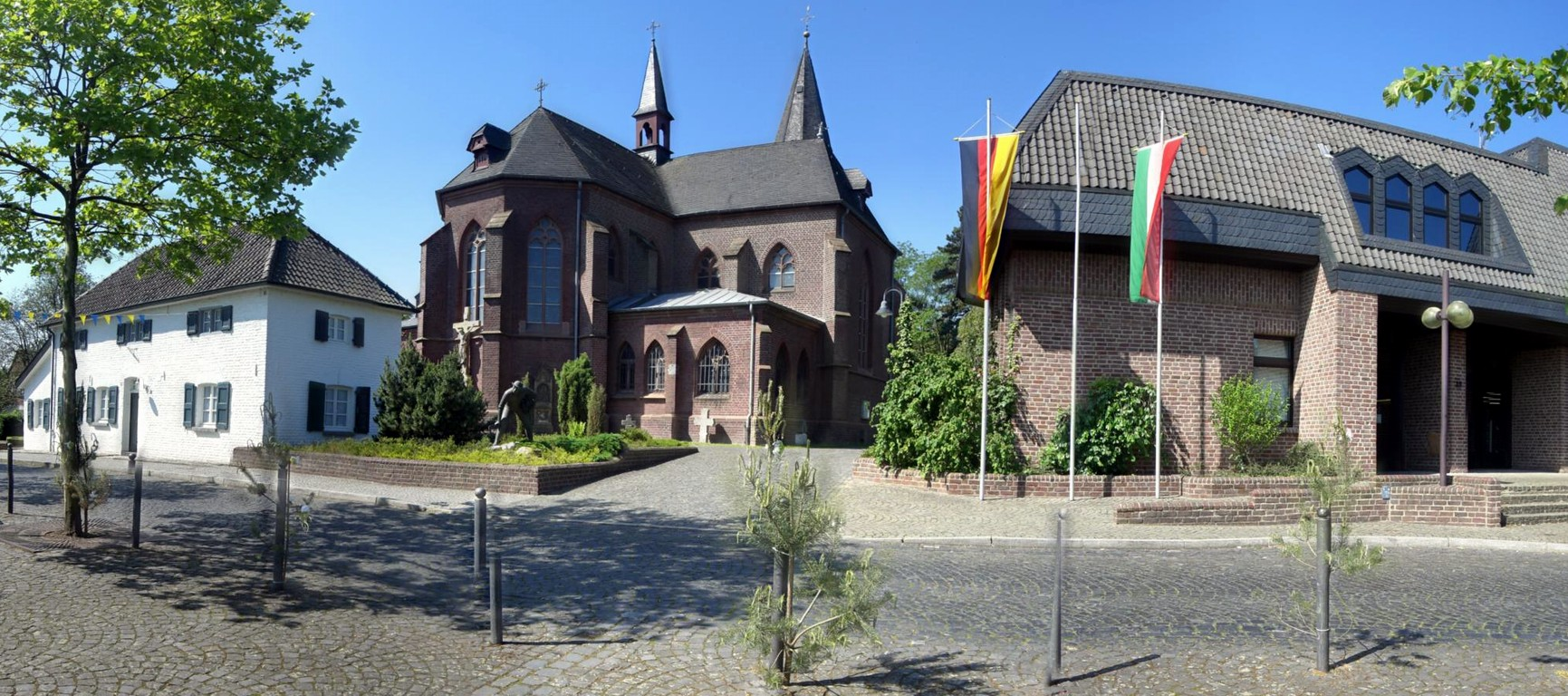
Elmpt, kerk en gemeentehuis
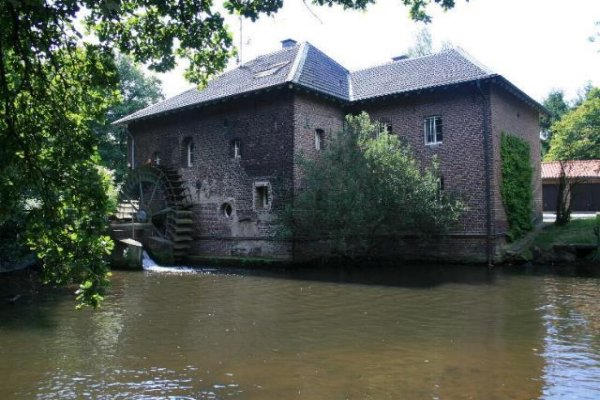
Brempter Mühle

Brüggen · Grefrath · Kempen · Nettetal · Niederkrüchten · Schwalmtal · Tönisvorst · Viersen · Willich